# Томари
Томари (Тамари) — старшинський рід грецького походження.
Іван (Ян) Томара, «гречин», багатий переяславський купець, був «військовим індуктором» у 1660-тих роках. Сини Івана — Степан (Стефан) і Василь служили гетьманськими дворянами в Івана Самойловича:
- Степан Іванович Томара († 1715) був сотником домонтовським (1689) і полковником переяславським (1706 — 15). Одружений з Пелагея Яковлевна Лизогуб;
- Василь Іванович Томара — сотником вибельським (1704 — 15), чернігівським полковим суддею (1715 — 26), наказним полковником чернігівським (1715, 1726).
- Парфен Іванович Томара

У Степана Івановича був син Василь Томара, та три доньки: Катерина Степанівна Томара — одруж. з Федором Марковичем, Анастасія Степанівна Томара — одружена з Костянтин Лесаневич, Софія Степанівна Томара — одруж. з Мусій Григорович Зарудний
- Внук Степана — Степан Васильович Томара
- Правнуком Степана був Василь Степанович (*1746 — ↑1819), російський дипломат, учень і друг Григорія Сковороди (збереглася частина їхнього листування), приятель В. Капніста, визначний масон.

У 18 — 19 століттях Томари були великими дідичами на Полтавщині й Катеринославщині; деякі з них посідали високі посади в Україні і Росії, серед інших Лев Павлович Томара (* 1839) був київським губернатором, а пізніше сенатором.